# Pepper's Adventures in Time
Pepper's Adventures in Time es un videojuego de aventuras educativo lanzado en 1993 por Sierra On-Line. El proyecto se basó en un concepto del director de desarrollo/creativo Bill Davis de Sierra VP, quien también diseñó a los personajes principales del juego. Fue planeado como el primero de una serie de juegos educativos en los que el jugador, que controla a Pepper, viajaría en el tiempo para resolver situaciones alteradas que involucraban personas famosas.
Es el tercer juego de la serie Discovery de Sierra, después de dos juegos de EcoQuest.
El título tentativo del juego fue «Twisty History».

## Trama y jugabilidad
El juego narra la historia de una chica joven, quien podría ser considerada un marimacho, llamada Pepper y su pit bull Lockjaw. El malvado tío de Pepper, Fred, ha creado una máquina del tiempo, a cuyo portal Lockjaw fue lanzado accidentalmente. Intentando salvar a su perro, Pepper es llevada con él. Ahora separados, ambos han sido enviados a Filadelfia en 1764. Sin embargo, el tiempo ha sido alterado; muchos elementos de la contracultura de los años 60 se han combinado con la vida y la época de Benjamin Franklin. A través del uso generoso de la licencia artística, fue transformado en un hippie. Por medio de los diálogos humorísticos y las interacciones tanto con los pueblerinos como Franklin, Pepper será responsable de asegurarse de que la historia se desarrolle como debe, al igual que localizar y reunirse con Lockjaw.
El jugador tiene la oportunidad de aprender hechos históricos válidos a lo largo del juego; esto es facilitado por el ícono de «verdad» y las preguntas de respuesta múltiple al final de cada acto o sección del juego.

## Recepción
Adventure Gamers le dio al juego 4,5 estrellas, elogiando aspectos como su trama impredecible y su escritura inteligente. Hardcore Gaming 101 lo consideró uno de los títulos más creativos de Sierra en el género de los juegos de aventura, alcanzando el balance correcto entre educación y entretenimiento. Metzomagic creyó que el juego fue hilarante, pero sintió que el humor fue demasiado sofisticado para su público objetivo, debido a sus referencias a cosas como Monty Python y academia. Dorkly listó al juego como uno de los «6 juegos educativos que realmente no estuvieron tan mal», elogiando el diálogo y el diseño de personajes. Kotaku señaló la intertextualidad entre este juego y Day of the Tentacle (lanzado ese mismo año), ya que en ambos juegos se le pide al jugador ayudar a Benjamín Franklin a completar su experimento con cometas. El libro Debugging Game History: A Critical Lexicon comparó la animación del juego y sus puzles con los de Gabriel Knight: Sins of the Fathers, mientras señalaba que las aspiraciones de entretenimiento educativo del juego (decepcionantes por culpa de los cuestionarios «desapacibles» al final de cada segmento) no fueron tan altas como los esmeros similares de LucasArts. Science Fiction Video Games creyó que el juego fue «gentilmente divertido» y apuntaba a los jugadores de juegos de aventuras más adultos, comparado con otros juegos de aventuras de Sierra. Every Family's Guide to Computers afirma que el juego enseña a través de una técnica de «aprendizaje por contraste», donde se presenta un evento histórico incompleto, el cual el jugador deberá corregir y así realineará los hechos.
En 2011, Adventure Gamers nombró a Pepper's Adventures in Time el 67.º mejor juego de aventuras jamás lanzado.